# René Favron
René Jean-Baptiste Favron, dit Père Favron, né le 26 mai 1911 à Baguer-Morvan (Ille-et-Vilaine), et décédé à Nantes le 19 juin 1968, est un prêtre, fondateur d’hôpitaux et d’œuvres sociales à La Réunion (Océan Indien). Son œuvre persiste de nos jours sous forme d’une Fondation qui porte son nom et prend en charge des milliers de patients.

## Une jeunesse pauvre en France
Orphelin de mère à l’âge de 10 ans et de père à l’âge de 14 ans, son enfance n’avait pas été facile et avait forgé sa détermination. René Jean-Baptiste Favron va à l’école primaire en Bretagne, puis au petit séminaire des Rédemptoristes de Mouscron en Belgique. Il intègre la congrégation des Pères du Saint-Esprit à Saint-Ilian près de Saint-Brieuc, après avoir été refusé par celle des Eudiens, en raison de sa santé fragile. Il est ordonné prêtre le 29 mars 1939.
Après avoir pris contact avec l’évêque de La Réunion, Monseigneur de Langavant, breton comme lui et comme le Père Clément Raimbault déjà en poste à La Réunion, le Père Favron arrive le 17 juin 1939 à La Réunion, à la veille de la déclaration de la Deuxième Guerre Mondiale.

## Religieuxà La Réunion et enAfrique(1939-1968)
Très vite, La Réunion subit le blocus maritime des Anglais basés à l’ile Maurice. Coupée de la métropole, ne pouvant ni exporter le sucre, ni importer les denrées nécessaires à sa subsistance, l’ile sombre dans la disette pour de nombreuses années, précipitant les plus pauvres dans la misère. 
« En 1943, il rejoint la paroisse de Saint-Louis. L’extrême misère des petits planteurs du Sud, la précarité des camps à la périphérie des propriétés sucrières où s’entassent et vivent dans des conditions insoupçonnables les familles des ouvriers de la canne le révolte. Il voit des enfants nus, mal nourris, souffreteux et maladifs abandonnés toute la journée dans de misérables paillotes pendant que les parents cherchent du travail ou quelque chose à manger. Une fois, appelé en pleine nuit, à Roches-Maigres, le prêtre visite une famille qui, n’ayant plus un “goni” à se mettre, ne sort plus que la nuit pour trouver à manger. Deux enfants sur trois mouraient en bas âge, il en avait assez d’enterrer ces pauvres enfants».

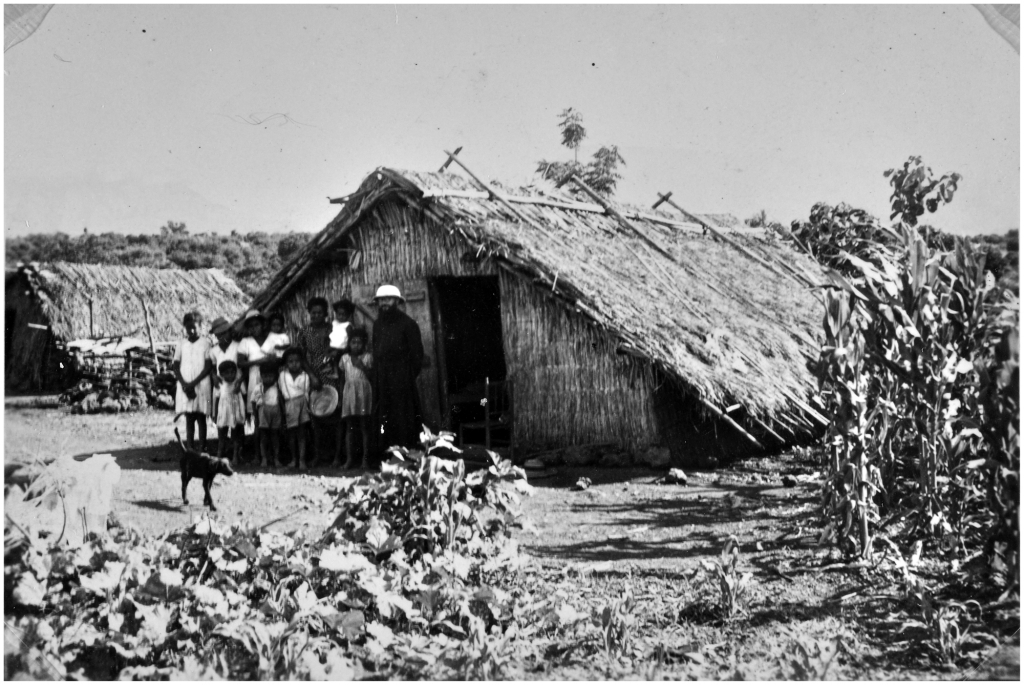
Le Père Favron et les paillotes misérables (Réunion, vers 1939)

Après avoir mis en place dans le diocèse « La Légion de Marie », de 1947 à 1948, le Père Favron est missionnaire à Madagascar, dans l’ex-Congo belge, puis au Gabon et au Cameroun. Il regagne La Réunion juste avant le terrible cyclone de janvier 1948 (165 morts, 20 000 sinistrés) et voit s’envoler le toit de son église. 

## Fondateur d’hôpitauxet d’œuvres sociales

### 1946:crèchepouponnière dans l’hôpital-garage de la cure de Saint-Louis
Curé itinérant jusqu’en 1951, il s’intéressa tout d’abord au sort des enfants en créant en 1946 une crèche pouponnière dans l’hôpital-garage de la cure de Saint-Louis. Un groupe de bénévoles l'aide dans sa tâche. Le docteur Christian Dambreville soigne gracieusement les enfants, les commerçants de la ville approvisionnent la crèche pouponnière pendant trois ans, puis la commune prend le relais ; Mme Adéone est sage-femme infirmière, secondée par Charlotte Bassan et Marie Payet (« Maman Marie ») ; Mme Clément est économe et Mme Veuve Marquet-Legros est cuisinière.

### 1950: De l’Union Catholique de Saint-Louis à l’Union des Œuvres Sociales Réunionnaises
Il crée le 2 mars l’Union Catholique de Saint-Louis (association régie par la loi de 1901), qui fait fonctionner l’hôpital pour enfants. En 1954, le conseil d’administration décide de transformer l’Union Catholique en Union des Œuvres sociales Réunionnaises, afin d'en élargir les prérogatives.

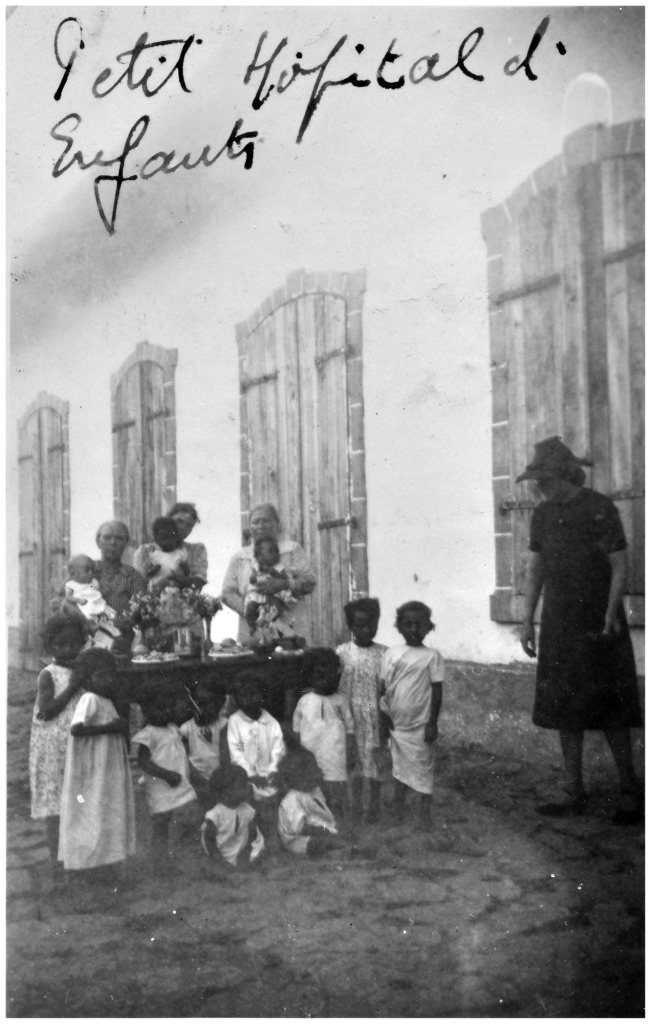
Le petit hôpital d’Enfants à Saint-Louis (Réunion)

### 1952: Hospice Foyer Albert Barbot de Bois d’Olives
En 1951, le Père Favron est nommé directeur des œuvres diocésaines. La colonie de la Plaine des Cafres devient un foyer de pupilles de l'État. Puis, visitant le « dépôt communal » de Saint-Pierre où étaient hébergés les vieillards sans ressources, il fut atterré par leur condition de vie et décida de créer un hospice. À cet effet, il acheta à Patrice Poudroux, un terrain rocailleux de quinze hectares à Bois d’Olives, y rénova les quelques bâtiments en ruine et y hébergea une dizaine de vieillards du « dépôt communal » de Saint-Pierre. Le 1er juillet 1952, l’hospice Foyer Albert Barbot de Bois d’Olives ouvrait ses portes aux vieillards et aux infirmes des alentours. Sa capacité fut portée à 500 lits en 1956, répartis en cinquante pavillons. L’évolution de la population prise en charge est éloquente, passant de 112 personnes en 1953 à 470 en 1969.

### 1953: Hôpital d’enfants du quartier de Roches Maigres à Saint-Louis
À Saint-Louis, la construction de l’hôpital d’enfants du quartier de Roches Maigres dans les basses pentes des planèzes du nord de la ville, débuta en février 1952. Le nouvel hôpital ouvrit en mars 1953 avec comme directrice Mademoiselle H. Pialot. Le succès fut immédiat, d’autant qu’une loi permettant à l’État de subvenir aux besoins des établissements privés, entrait en application la même année dans les départements d'outre-mer. Le nombre d’admissions alla croissant : de 131 en 1953 à 1 024 en 1962. Ainsi l’établissement doté d’un prix de journée ne dépendait plus exclusivement de la charité.

### 1956: École d’aides-soignantes
En 1956, le Père Favron mit en place une formation d’aides-soignantes au Foyer Albert Barbot. Les huit jeunes filles bénévoles en charge des deux-cents résidents furent formées par deux infirmières diplômées : Mlle Pialot et Bebin.

### 1967: Nouvel hôpital d’Enfants de Saint-Louis
Le 5 juillet 1967, le nouvel hôpital d’Enfants de Saint-Louis fut inauguré par Michel Debré député de La Réunion. Doté de 256 lits avec un service pour les prématurés, un laboratoire de biologie et un poste de radiologie, il est longtemps resté la seule structure pédiatrique du Sud et le fleuron de l’œuvre du Père Favron.
L’État en la personne du directeur départemental de la population, intervint alors dans le domaine médico-social en aidant à la restructuration et à la modernisation des centres existants.

### 1968: Institut médico-pédagogique
En 1968, un institut médico-pédagogique fut créé sur le même site qui prit alors en charge 80 garçons déficients mentaux. Le Père Favron ouvrit également un centre de rééducation des jeunes aveugles et sourds-muets à Bois d’Olives qui fut rapidement transféré dans l’ancien séminaire de la Redoute à Sainte-Marie.
Les orphelinats de l’île furent rénovés et le foyer Marie Poittevin de la Plaine-des-Cafres tripla sa capacité d’accueil, hébergeant ainsi la moitié des orphelins de l’île. L’autre moitié fut prise en charge par la congrégation des sœurs de Marie dont s’occupait également le Père Favron.

## Une fin loin de La Réunion
De santé fragile depuis son enfance, le Père Favron est décédé à Nantes le 19 juin 1968, atteint de polyglobulie. Il avait cinquante-sept ans, dont vingt-neuf consacrés à La Réunion, au service de l’église et des pauvres. Selon son souhait, il a été inhumé le 6 juillet en cette terre de Bois d’Olives, au milieu de milliers de personnes venues de toute l’île. 
Le Père M. Brunellière lui succéda. Après plusieurs mouvements de revendication sociale de la part des employés, celui-ci démissionna et fut remplacé par un Conseil d’administration.

## La fondation Père Favron en 2014
Au premier janvier 2010, la Fondation cessait ses activités de médecine et de chirurgie dans la clinique de Saint-Benoît qui était alors absorbée par le Groupe hospitalier Est Réunion. 
En 2014, la Fondation Père Favron compte 34 établissements, 1200 lits et places sur huit sites géographiques avec des activités dans les champs sanitaire, social et médico-social, dont voici la liste : 
- Les Alizés : établissement d’hébergement pour personnes âgées dépendantes  à Saint-Gilles les Bains.
- Les Lataniers : établissement d’hébergement pour personnes âgées dépendantes à La Possession.
- Pôle Médico-Social Philippe de Camaret : MAS, FAM, SAMSAH à Saint-Benoît.
- Foyer Marie Poittevin : maison d’enfants à caractère social, Relais familiaux, à la Plaine-des-Cafres.
- Institut Médico-Social Raphaël Babet : établissement pour enfants handicapés  à Saint-Joseph.
- Institut Médico-Social Charles Isautier : Institut Médico-Social pour enfants handicapés à Saint-Louis.
- Pôle Gérontologique Roger André : établissement d’hébergement pour personnes âgées dépendantes.
- Bois d’Olives, Bras Long, Ravine Blanche, Accueils de jour à Saint-Pierre.

- Résidences pour personnes âgées
- Foyer Albert Barbot

- Pôle Handicap et dépendance : MAS, FAM, CEAP, SESSAD  à La Ravine-des-Cabris. 
- Pôle Handicap et Insertion : ESAT, Ateliers du Pont Neuf, FAO, SAVS  à La Ravine-des-Cabris.